# Malayakrisen
Malayakrisen (malaysiska: Darurat Tanah Melayu, engelska: Malayan Emergency) var ett gerillakrig utkämpat mellan krafter i det brittiska samväldet, inklusive styrkor från Malayafederationen och olika brittiska kolonier i Afrika, och det malajiska folkets befrielsearmé (kinesiska: 马来亚 民族 解放军; malaysiska: Tentera Pembebasan Rakyat Malaya), som hade sitt ursprung i det malayiska folkets antijapanska armé (Tentera Anti-Jepun Penduduk Tanah Melayu), en motståndsrörelse under den japanska ockupationen av Malaya under andra världskriget, och som var beväpnad gräns med Malayas kommunistparti (Parti Communicate Malaya, PKM), Malackahalvön 1948–1960. Den kommunistiska gerillan leddes och dominerades delvis av etniska kinesiska kommunister, men även malajer och indiska malaysier.
Malayakrisen var den koloniala regeringens officiella term för konflikten, medan befrielsearmén kallade det antibrittiska nationella frihetskriget. Gummiplantagerna och tenngruvindustrin hade drivit regeringen att använda begreppet "kris", eftersom deras förluster inte skulle täckas av Lloyds försäkringsbolag om konflikten hade kallats ett krig.
Trots kommunisternas nederlag 1960 förnyade kommunistledaren Chin Peng (Ong Boon Hua / Wang Yonghua) lågintensitetsopproret 1967, och det varade därefter fram till 1989 och var känt som det kommunistiska upprorskriget. Även när de brittiska och australiska styrkorna hade dragits tillbaka helt från Malaysia flera år tidigare, slogs ändå upproret ner.
Konflikten har jämförts med Vietnamkriget, och historiker har undrat hur en liten brittisk styrka på 35 000 kunde lyckas där den mycket större amerikanska armén misslyckades. Svaret har flera orsaker, men en viktig aspekt var att de vietnamesiska kommunisterna fick stort stöd från Sovjetunionen och Kina, och att de var baserade på ett mycket bredare population, medan kinesisk-malajiska kommunisterna isolerades från huvuddelen av befolkningen, och muslimska malajer stödde britterna, som lovade dem en självständig, malajstyrd stat, och inte en kinesisk-dominerad regering som kunde ha varit resultatet om kommunisterna hade segrat.
År 1957 fick Malajiska federationen självständighet från det brittiska koloniala styret, och i efterdyningarna av krisen, bildades den brittiskstödda federationen Malaysia, bestående av Malaya, Sabah, Sarawak och Singapore (till 1965).